# Dikrella eburnea
Dikrella eburnea är en insektsart som beskrevs av Ruppel och Delong 1953. Dikrella eburnea ingår i släktet Dikrella och familjen dvärgstritar. Inga underarter finns listade i Catalogue of Life.